# Jean-François Colas
Jean-François Colas (29 juin 1702, Orléans - 3 novembre 1772, Orléans) est un jésuite français.

## Biographie
Jean-François Colas est le fils de François Denis Colas, marchand bourgeois d'Orléans, et de Marie Magdeleine de Guyenne.
Après avoir étudié chez les Jésuites, il intègre la Compagnie de Jésus et enseigne pendant trente ans, avant de quitter les Jésuite pour l'état d'ecclésiastique séculier.
Chanoine de Saint-Pierre-Empont, puis de l'église royale de Saint-Aignan, et prévôt de Tillay, il devient directeur de la société littéraire d'Orléans.

## Publications
- Pallas Ludovicum XV. sibi vindicat (1722)
- Oraison funèbre de... Louis d'Orléans, duc d'Orléans, premier prince du sang (1752)
- Discours sur la délivrance d'Orléans du siège des Anglois en 1429, par Jeanne d'Arc, dite la Pucelle d'Orléans (1766)
- Le manual du cultivateur dans le vignoble d'Orléans, utile à tous les autres vignobles du royaume, dédié à son Altesse sérénissime Monseigneur le Duc d'Orléans (1770)